# Havana (Dakota del Nord)
Havana és una població dels Estats Units a l'estat de Dakota del Nord. Segons el cens del 2000 tenia 94 habitants.

## Demografia
Segons el cens del 2000, Havana tenia 94 habitants, 43 habitatges, i 31 famílies. La densitat de població era de 98,1 hab./km².
Dels 43 habitatges en un 20,9% hi vivien nens de menys de 18 anys, en un 60,5% hi vivien parelles casades, en un 7% dones solteres, i en un 25,6% no eren unitats familiars. En el 25,6% dels habitatges hi vivien persones soles l'11,6% de les quals corresponia a persones de 65 anys o més que vivien soles. El nombre mitjà de persones vivint en cada habitatge era de 2,19 i el nombre mitjà de persones que vivien en cada família era de 2,59.
Per edats la població es repartia de la següent manera: un 22,3% tenia menys de 18 anys, un 5,3% entre 18 i 24, un 22,3% entre 25 i 44, un 29,8% de 45 a 60 i un 20,2% 65 anys o més.
L'edat mediana era de 45 anys. Per cada 100 dones de 18 o més anys hi havia 114,7 homes.
La renda mediana per habitatge era de 34.583 $ i la renda mediana per família de 37.500 $. Els homes tenien una renda mediana de 28.750 $ mentre que les dones 21.875 $. La renda per capita de la població era de 18.779 $. Cap de les famílies estaven per davall del llindar de pobresa.

## Poblacions més properes
El següent diagrama mostra les poblacions més properes.